# Jeanne d'Arc (film, 1916)
Pour les articles homonymes, voir Jeanne d'Arc (homonymie).
Pour plus de détails, voir Fiche technique et Distribution.

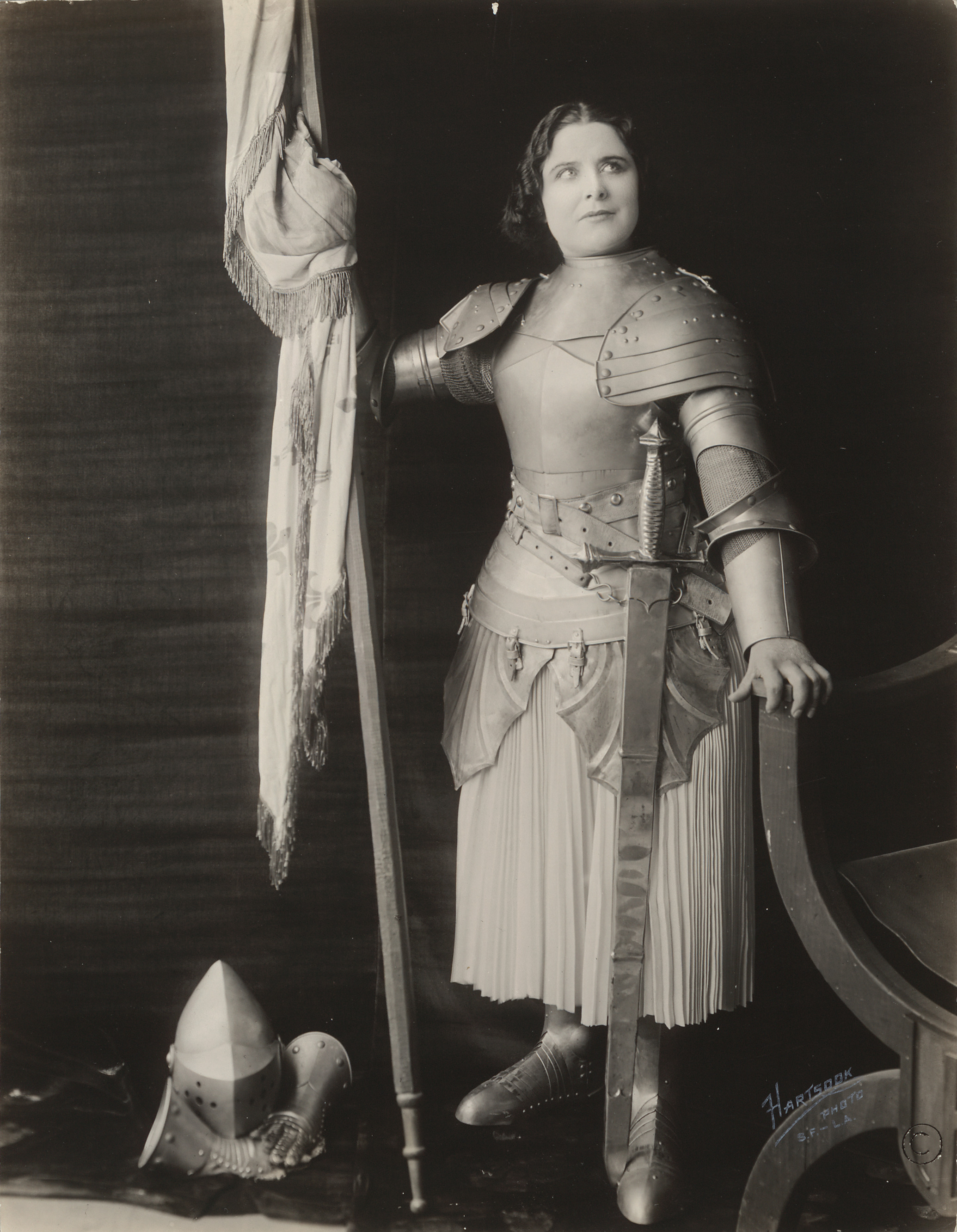
Geraldine Farrar dans le rôle de Jeanne d'Arc

Jeanne d'Arc (Joan the Woman) est un film muet américain réalisé par Cecil B. DeMille, sorti en 1916, il s'agit de son premier film historique.
Le film est également le premier à utiliser pour certaines scènes la colorisation (partielle) inventée par Max Handschiegl spécialement pour ce film (procédé alors appelé le « Wyckoff-DeMille Process »). Ce procédé est particulièrement visible dans la scène de Jeanne brûlant sur le bûcher : l'utilisation du rouge et du jaune donne produit sur l’héroïne un effet dramatique accru. Une copie du film existe toujours. DeMille a déclaré que, dans les semaines précédant le tournage, il était devenu obsédé par la recherche historique, les costumes, les décors, et le choix du casting.

## Synopsis
Pendant la Première Guerre mondiale, un officier anglais rêve de la vie de Jeanne d’Arc. Il trouve dans la paroi de la tranchée qu’il occupe, une vieille épée qui appartenait à l’héroïne. En la saisissant, il fait apparaître le fantôme de la Pucelle d'Orléans, qui lui conte son histoire. Le décor change alors et montre la France à l’époque de la Guerre de Cent Ans dont l'histoire lui est relatée. Elle conduit les troupes françaises à la victoire avant d'être jugée pour sorcellerie puis est brûlée sur le bûcher. Le récit se termine par un retour dans la tranchée, l’officier décidant d’accepter une mission suicide, inspirée par l’épopée chevaleresque armé de son épée.

## Fiche technique
- Titre : Jeanne d'Arc
- Titre original : Joan the Woman
- Réalisation : Cecil B. DeMille
- Scénario : William C. de Mille et Jeanie Macpherson
- Producteur : Cecil B. DeMille
- Société de production : Cardinal Film et Paramount Pictures
- Distribution : Famous Players-Lasky Corporation
- Musique : William Furst
- Photographie : Alvin Wyckoff
- Montage : Cecil B. DeMille
- Direction artistique : Wilfred Buckland
- Pays d'origine : États-Unis
- Format : couleur (colorisation Handschiegl color) et noir et blanc - film muet
- Genre : biographie historique
- Durée : 138 minutes
- Dates de sortie : 
  -  États-Unis : 25 décembre 1916
  -  France : 7 novembre 1919

## Distribution
- Geraldine Farrar : Jeanne d'Arc
- Raymond Hatton : Charles VII de France
- Hobart Bosworth : La Hire
- Theodore Roberts : Pierre Cauchon
- Wallace Reid : Eric Trent
- Charles Clary : Georges de la Trémouille
- James Neill : Laxart
- Tully Marshall : l'Oiseleur
- Lawrence Peyton : Gaspard
- Horace B. Carpenter : Jacques d'Arc
- Cleo Ridgely : la favorite du roi
- Lillian Leighton : Isambeau
- Marjorie Daw : Katherine
- Stephen Gray : Pierre
- Ernest Joy : Robert de Beaudricourt

Et, parmi les acteurs non crédités :
- Jack Holt : (rôle indéterminé)
- Ramón Novarro : un paysan